# Geocalyx orientalis
Geocalyx orientalis là một loài Rêu trong họ Geocalycaceae. Loài này được Besch. & Spruce mô tả khoa học đầu tiên năm 1890.